# اشکذر

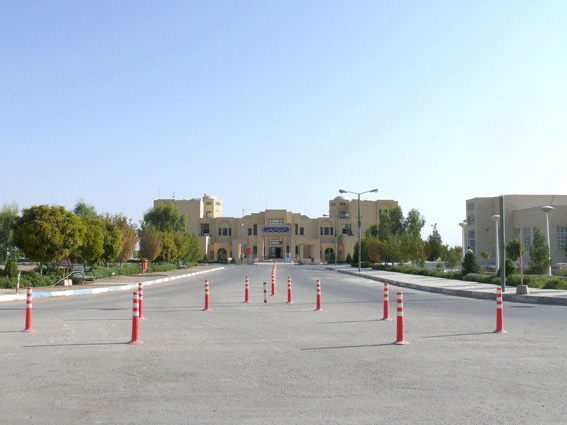
ساختمان دانشگاه اشکذر - واحد فنی

اَشکذَر مرکز شهرستان اشکذر در استان یزد است که در حاشیه کویر مرکزی قرار گرفته است.
این شهر، مرکز پروش اسب اصیل عرب در ایران بوده و بیش از ۵۰ مرکز پرورش اسب در این شهر دایر است و سالانه میزبان جشنواره ملی زیبایی اسب در ایران است.

## جمعیت
بر پایه سرشماری عمومی نفوس و مسکن در سال ۱۴۰۱ جمعیت این مکان ۳۸٬۲۴۶ نفر (۱۱٬۰۰۲ خانوار) بوده است.

## تاریخچه و وجه تسمیه
بنای اولیه شهر اشکذر بدست اشکین زال یا اشک بن زال که از ملوک الطوایف زمان اشکانیان بوده، بنیان نهاده شده است که اهالی شهر نیز آن را قبول دارند و در مورد «ذر» به گفته اهالی شهر اشک ابن زال همسری بنام آذر داشته است و پسوند «ذر» در واقع مخفف نام آذر بوده است. در مورد سکونت گزینی، بنای اولیه شهر اشکذر به زمان اشکانیان بازمی‌گردد که در زمان اخیر با توجه به خشت‌های یافت شده در اطراف مسجد جامع که از زیر ریگزار بیرون آمده است به گفتهٔ مسئولان میراث فرهنگی متعلق به دورانی حدود ۴۰۰۰ تا ۵۰۰۰ سال قبل می‌باشد.

## آثار دیدنی
شهرستان اشکذر دارای جاذبه‌های گردشگری و تفریحی زیر است:
- قلعه تاریخی
- آسیاب آبی
- مسجد حاجی رجبعلی
- مسجد ریگ مجومرد (مجومرد)
- موزه مردم‌شناسی
- سلطان بندرآباد
- باغ وزیر
- خانه ندافزاده
- حمام توده
- حسینیه سفید
- موزه مردم‌شناسی
- آب انبار هفت بادگیری
- شهر تاریخی
- مسجد جامع اشکذر
- مجموعه باغ وزیر حجت‌آباد
- گنبد تاج در روستای ابراهیم‌آباد
- قلعه و خندقی در روستای عزآباد
- خانقاه و آرامگاه سلطان محمودشاه بندرآباد
- امامزاده سیدحسین بندرآباد

چاپار خانه و قلعه همت‌آباد